# パン屋のケンちゃん
『パン屋のケンちゃん』（パンやのケンちゃん）は、1977年3月3日から1978年2月23日までTBS系列の毎週木曜19:30 - 20:00（JST）に放送された児童向けドラマである。全52回。

## 概要
『ケンちゃんシリーズ』第9作。今回の舞台は「ラビットベーカリー」というパン屋。
初代ケンちゃん（ケンイチ）・宮脇康之（現：健）が前作限りでシリーズを降板したため、それまでケンジ役を担当していた岡浩也が2代目ケンちゃんとなる。そして妹のチャコは不変だが、それまでのケンジに代わって、いとこのケンタが登場。しかし「ケンちゃんのいとこがレギュラー」というのは、本作のみとなった。

## 出演者
- ケンイチ：岡浩也
- チャコ：斎藤ゆかり
- いとこのケンタ：佐藤健一
- お父さん：牟田悌三
- お母さん：岸久美子
- おじいさん：有島一郎
- おばあさん：風見章子
- マキ：岸ユキ
- 中本巡査：坂本新兵
- ホームラン先生：渡辺篤史
- デンさん：大谷淳
- ユカ子：斉藤浩子
- アンパン（店員）：千うらら
- オヤブン：茂木正則
- 相談くん：中島隆彦
- 批評家さん：山田慶造
- 亀田ひとみ：遠藤美絵
- ひとみの父：東野英心
- マンガさん：奥野建明
- ゴン：都井健治
- シロー：金井覚
- アニキ：篠宮正一
- モンキー：川田俊郎
- クロ：米村知晃
- サナエ先生：野見山さと子
- 英二（ケンイチのいとこ）：藤江喜幸
- ケンジの友達 タクちゃん：藤本正則

ほか

## スタッフ
- プロデューサー：杉山茂樹、忠隈昌（TBS）
- 脚本：多地映一、他
- 音楽：牧野由多可
- 撮影：秋元茂
- 照明：加藤角三
- 録音：沼田春雄
- 整音：渋谷明憲
- 美術：儘田敏雄
- 編集：池月正
- 助監督：鎌倉悦男、山田純生 他
- 制作主任：大堀誠
- 現像：TBS映画社
- 技術指導：麹町キムラヤ、愛工舎製作所
- 協力：パン食普及協議会
- 監督：曽根義隆、他
- 制作：TBS、国際放映

## 主題歌
「パン屋のケンちゃん」
- 作詞：多地映一／作曲：水森英夫／編曲：小谷充／歌：岡浩也、少年少女合唱団みずうみ
- ビクター音楽産業（現・〈二代目〉ビクターエンタテインメント）から発売。

## サブタイトル
1. 1977年3月3日 「やきたてのホッカホカだーい!」
2. 1977年3月10日 「弟ができたゾー!」
3. 1977年3月17日 「ふるさとゴッコでこの指とまれ!」
4. 1977年3月24日 「富士山が見えたゾー」
5. 1977年3月31日 「ものまね坊やの家出?」
6. 1977年4月7日 「新学期はホームランだ!」
7. 1977年4月14日 「見たか! おにいちゃんのど根性」
8. 1977年4月21日 「ホームランとバレエ」
9. 1977年4月28日 「空飛ぶ円盤から宇宙人が?」
10. 1977年5月5日 「男の節句だ! ドンと行け!!」
11. 1977年5月12日 「遅れた母の日のプレゼント」
12. 1977年5月19日 「今日は父親参観」
13. 1977年5月26日 「こども探偵団出動!」
14. 1977年6月2日 「みんなで作ったゴーカート」
15. 1977年6月9日 「みんなのソンケイする人は?」
16. 1977年6月16日 「雨の日のシャボン玉」
17. 1977年6月23日 「不思議な消しゴム」
18. 1977年6月30日 「わらべうたを歌うおねえさん」
19. 1977年7月7日 「七夕さまのねがいごと」
20. 1977年7月14日 「千円札をひろったら?」- ゲスト：信沢三恵子
21. 1977年7月21日 「夏休みはどんな計画?」
22. 1977年7月28日 「あしたの日記を書いたら」
23. 1977年8月4日 「波のプールで大さわぎ」
24. 1977年8月11日 「お母さんの大作戦」
25. 1977年8月18日 「カメラとお巡りさん」
26. 1977年8月25日 「出てこい正義の味方!!」
27. 1977年9月1日 「二学期は一番乗りだ!」
28. 1977年9月8日 「もし水がなくなったら?」
29. 1977年9月15日 「山と湖の昔ばなし・1」
30. 1977年9月22日 「山と湖の昔ばなし・2」
31. 1977年9月29日 「ボクのツキを呼ぶ方法は?」
32. 1977年10月6日 「負けるが勝ち」
33. 1977年10月13日 「タレントのサインがほしい!」
34. 1977年10月20日 「もてるのはいいけれど」- ゲスト：丹古母鬼馬二
35. 1977年10月27日 「約束のガラス代」
36. 1977年11月3日 「ちいちゃなお嫁さん」
37. 1977年11月10日 「赤ちゃんだったあの頃」
38. 1977年11月17日 「とんだお店屋さんごっこ」
39. 1977年11月24日 「かわいい子ちゃんの誕生日」
40. 1977年12月1日 「お手本はつらいよ」
41. 1977年12月8日 「歌えばたのし！」
42. 1977年12月15日 「手品とおまわりさん」
43. 1977年12月22日 「謎の風っ子」- ゲスト：庄野さとし
44. 1977年12月29日 「ふたりのおじいちゃん」- ゲスト：小栗一也
45. 1978年1月5日 「今年の計画はどうなる」
46. 1978年1月12日 「楽しい遊び方教えます!」
47. 1978年1月19日 「消えた一万円札」
48. 1978年1月26日 「美人はだ～れ?」
49. 1978年2月2日 「はじめて泣いたお父さん」
50. 1978年2月9日 「絵にかいた秘密」
51. 1978年2月16日 「がんばれ! いとこのお兄ちゃん」
52. 1978年2月23日 「春を呼ぶ天使」

## 参考資料
- テレビドラマデータベース